# Государственный архив Костромской области
Государственный архив Костромской области (ГАКО, полное название — Областное государственное казённое учреждение «Государственный архив Костромской области») — крупнейшее хранилище исторических документов Костромской области, выполняющее функции научно-исследовательского и культурного учреждения региона.

## История
Архив основан 1 июня 1918 года на основании декретов Совета народных комиссаров РСФСР «О реорганизации и централизации архивного дела». К 1927 году фонды, собранные из упразднённых учреждений Костромской губернии, разместили в нескольких зданиях, включая Богоявленский собор.
В 1929–1944 годах статус архива менялся из-за административно-территориальных реформ: он подчинялся Ивановскому, затем Ярославскому архивным управлениям, а также отделам НКВД. В 1944 году, после образования Костромской области, учреждение получило название Государственный архив Костромской области (ГАКО). К этому времени его структура включала исторический архив, архив Октябрьской революции, политический архив и справочную библиотеку. В 1945 году на базе политического архива был создан Государственный архив новейшей истории Костромской области.
16 августа 1982 года пожар уничтожил или повредил значительную часть документов. Утраченные материалы частично восстановили за счёт копий из других архивов. В 1984–1985 годах архив переехал в новое здание, построенное по типовому проекту.
Предшественниками ГАКО были Костромская губернская учёная архивная комиссия (КГУАК, основана в 1885 году) и Костромское научное общество по изучению местного края (КНОИМК, 1912 год). КГУАК собрала более 50 тысяч дел, став основой губернского архива.

## Фонды
По состоянию на 1 января 2024 года в ГАКО насчитывается 3101 фонд и 1 146 792 единицы хранения. Из них 726 фондов относятся к дореволюционному периоду, 2375 — к советскому и постсоветскому, 458 — это документы по личному составу. Хронология охватывает XIV век по настоящее время, с основным массивом за 1778–2009 годы.
Среди древнейших документов — рукописные книги XIV–XVI веков, включая «Коллекцию литературных, исторических и культовых рукописей и книг», а также фонды костромских монастырей. Ключевые источники XVII века: «Писцовая книга по г. Костроме» (1627/28) и «Дозорная книга» (1664–1665). Из рукописей выделяются записки А. А. Матвеева о стрелецком бунте, В. А. Нащокина и П. П. Свиньина с акварелями.
Фонды XVIII–XX веков отражают генеральное межевание, Отечественную войну 1812 года, реформы, революции, коллективизацию и развитие региона. Крупные дореволюционные фонды: канцелярия губернатора, губернское правление, казённая палата, земская управа. Советский и постсоветский периоды представлены документами органов власти, предприятий и организаций. Также имеются фото-, кино-, фоно- и видеоматериалы, 31 документ включён в реестр уникальных.

## Структура
На 2023 год в ГАКО действуют отделы:
- информационно-поисковых систем и электронных документов;
- обеспечения сохранности;
- реставрации и микрофильмирования;
- использования и публикации;
- комплектования;
- документов по личному составу.

## Расположение
- г. Кострома, ул. Северной Правды, 24